# Giulio Benso della Verdura
Ne doit pas être confondu avec Giulio Benso.
Giulio Benso, duc della Verdura, né le 13 juillet 1817 à Palerme, mort le 21 juin 1904 à Palerme, est un homme politique italien.
Aristocrate sicilien opposé aux Bourbons du royaume des Deux-Siciles, il est nommé prêteur urbain de Palerme par Garibaldi, en 1860. Sénateur à partir de 1862, il est maire de Palerme à deux reprises, de 1885 à 1886 et de 1887 à 1890. Il prend ensuite la direction de Banco di Sicilia jusqu'à ce qu'un scandale le pousse à la démission.

## Biographie

### Aristocrate patriote
Giulio Benso est le fils de Maria Felice San Martino di Ramondetta e Notarbartolo dei Duchi di Montalbo et du duc Francesco Benso della Verdura, préteur de Palerme durant quelques mois après la restauration de 1849 puis surintendant de la province de Palerme pendant plusieurs années.
Grand collectionneur de livres rares et de tableaux, il est membre du sénat communal de Palerme entre 1846 et 1848.
À l'opposé des idées paternelles, Giulio Benso participe aux combats dès le premier jour de la Révolution sicilienne, le 12 janvier 1848. Il est un membre actif du Parlement sicilien et siège au Comité des Affaires civiles, de l'Instruction et du Commerce du gouvernement provisoire.
Au retour des Bourbons, il est l'un des 43 patriotes siciliens explicitement exclus de l'amnistie accordée par le général Carlo Filangieri aux côtés notamment de Ruggero Settimo, Domenico Lo Faso Pietrasanta, Pietro Lanza prince de Scordia, Giuseppe La Masa, Pasquale Calvi, Giuseppe La Farina, Mariano Stabile, Vito Beltrani (it) et Vincenzo Fardella di Torrearsa. Il s'exile à Malte puis à Florence jusqu'en 1858, puis est emprisonné quelques semaines en 1859.

### À la tête de Palerme
Avec le débarquement des Mille à Marsala, il est nommé par les garibaldiens à la tête de la ville de Palerme le 27 mai 1860. Surnommé « Préteur des barricades » pour sa gestion des barricades contre les troupes napolitaines, il le reste jusqu'au 11 juillet 1861.
L'application de la loi municipale piémontaise de 1859 remplace la fonction de préteur par celle de maire, nommé tous les trois ans par le gouvernement parmi les membres de la junte (8 conseillers titulaires et 4 suppléants), élus chaque année à l'automne par un conseil municipal de 60 membres, qui comprend dans sa première formation aristocrates, intellectuels, professions libérales et entrepreneurs qualifiés et pour les dix premiers élus : le magistrat Pietro Castiglia, le marquis clérical-régionaliste de Roccaforte, l'entrepreneur Paolo Briuccia, le duc Della Verdura, Vincenzo Florio, Mariano Stabile, les avocats Di Marco et Santocanale, Gaetano Daita, et le fonctionnaire Francesco Di Giovanni.
Du fait de la victoire des modérés, Benso della Verdura ne peut être reconduit et Salesio Balsano devient le premier maire de la ville.
Il accueille en tant que préteur, le roi Victor-Emmanuel II lors de sa première visite à Palerme, le 1er décembre 1860 qui le nomme ensuite commissaire royal pour sa ville.
Il est nommé sénateur du royaume d'Italie en novembre 1862, et préside le Conseil provincial de Palerme du 7 septembre 1863 au 2 décembre 1867. 
Il vend son fief de Verdura après son entrée au sénat, et acquiert des actions de banques piémontaises, notamment la Banque nationale des États sardes, devenue ensuite Banque nationale du royaume d'Italie, dont il est administrateur durant plusieurs années, liant de fortes relations avec Bastogi, Bombrini et d'autres membres importants de la finance italienne. 
Proche de Francesco Crispi, il abrite chez lui le 8 janvier 1865, une réunion entre les modérés et les démocrates en vue de la rédaction d'une adresse au Parlement pour l'approbation rapide de la loi supprimant les corporations religieuses en appelant à protéger les emplois des laïcs des monastères et à maintenir le recensement des biens de l’Église.
Il devient maire de Palerme du 16 novembre 1885, à peine réélu au conseil municipal dont il a été absent plusieurs années. Pas assez libéral pour les démocrates du professeur De Luca Aprile mais trop à gauche pour les modérés, il intègre dans sa junte des modérés et des démocrates et deux clérico-régionistes.
Aux élections politiques de 1886, il soutient Crispi et Cuccia contre Morana, candidat du gouvernement Depretis, malgré les pressions exercées par préfet Bardesono, et accueille les deux principaux opposants au transformisme, Crispi et Rudinì. En représailles, le préfet souhaite écarter les crispistes de la municipalité et s'appuie sur le baron Turrisi qui veut se venger de ses anciens camarades en perturbant avec les régionalistes de Palizzolo, l'administration Verdura qui démissionne le 31 octobre 1886.
Mais la santé de Turrisi le pousse à la démission. Le prince de Scalea refuse de lui succéder et Salesio Balsano proposé par le conseil municipal ne parvient pas à trouver une majorité stable, laissant le duc de Verdura reprendre ses fonctions du 11 novembre 1887 au 30 avril 1890. 
Il lance de nombreux travaux publics, dont l'assainissement de la ville  après l'épidémie de choléra et fait installer un réseau de fontaines publiques pour donner accès à tous à l'eau potable. Élu directement par le conseil après les élections administratives de 1889 par huit voix supplémentaires au chef de l'opposition Emanuele Paternò, il crée la surprise en démissionnant au profit de son adversaire, prenant la tête de l'opposition municipale, en renforçant son groupe après les élections partielles de juillet 1890.

### Directeur général de la Banque de Sicile

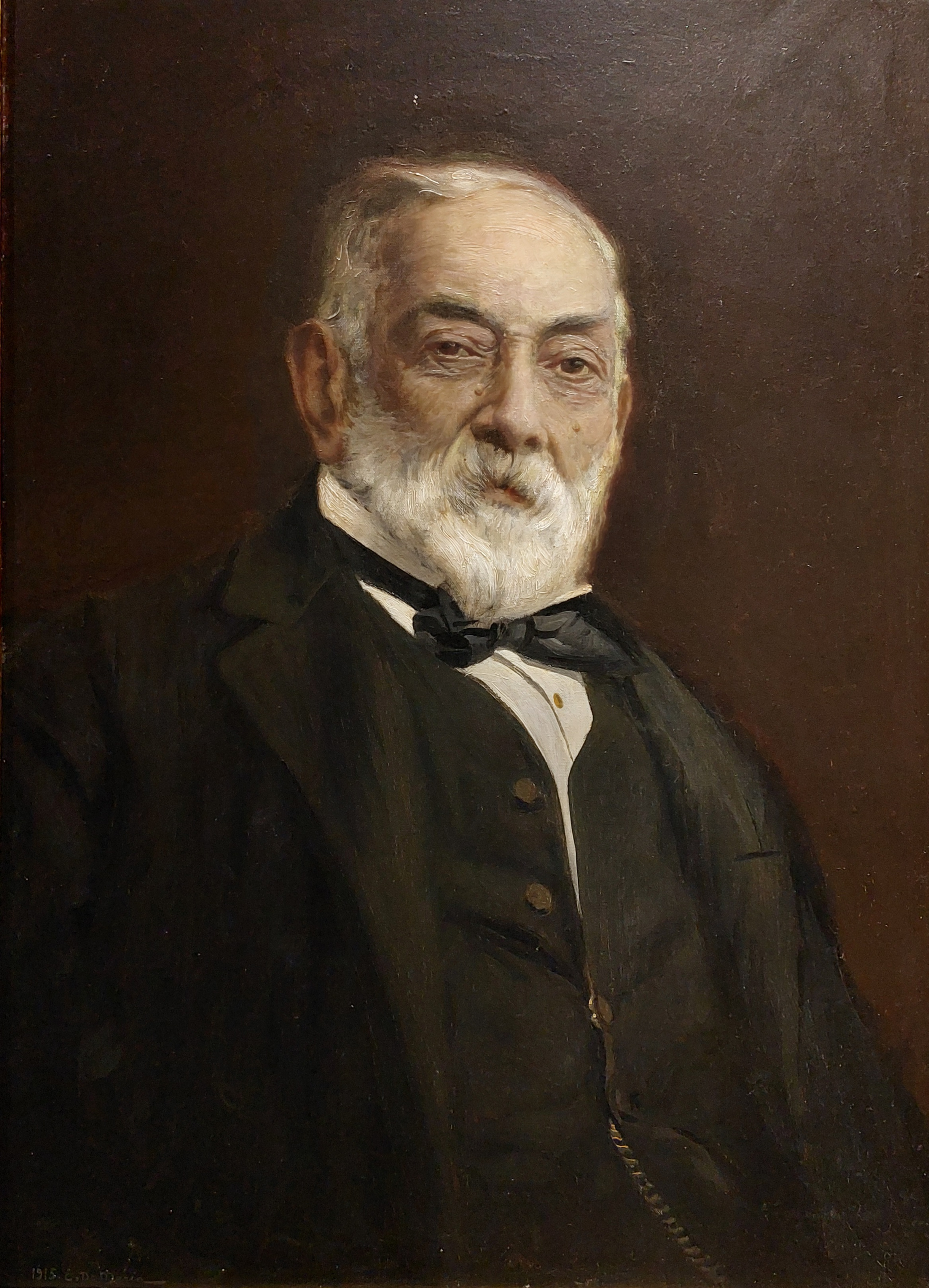
Portrait de Giulio Benso duca di Verdura par Ettore De Maria Bergler en 1915.

Il est nommé directeur de Banco di Sicilia  le 19 février 1891 par le Gouvernement di Rudinì I, où il applique une gestion opaque. Lorsque son prédécesseur, Emanuele Notarbartolo, est assassiné en 1893, des irrégularités sont mises au jour dans la presse, notamment une négociation secrète de devises étrangères par le directeur, sans l'accord du conseil central, produisant une perte de 300000 lires, ainsi que l'achat d'actions de la Navigation générale italienne de la famille Florio, dont le duc della Verdura est actionnaire. Son mandat correspond en effet à un rapprochement entre la banque et la compagnie maritime, alors que Notarbartolo avait pris des positions hostiles à la société des Florio. En 1891 et 1892, il fait racheter pour 1,8 million de lires 6950 actions de la NGI pour le compte d'Ignazio Florio, afin d'en soutenir le cours à la bourse de Milan et à celle de Gênes, puis pour le compte de prête-noms de Raffaele Palizzolo sans garanties solides.
Le gouvernement Giolitti le suspend de ses fonctions le 30 mars 1893, mais le décret disparait mystérieusement à Rome, lui permettant de rester en place quelques jours supplémentaires.
Le duc della Verdura conteste sa mise à l'écart auprès du Conseil d'État, qui lui donne raison, considérant que le gouvernement était informé voire décisionnaire de ces opérations irrégulières. Mais le coup est rude politiquement puisqu'il n'est même pas réélu au conseil municipal de Palerme aux élections locales de 1893.
Il préside la Société sicilienne pour l'histoire de la Patrie de 1899 à 1904, ainsi que la Croix-Rouge italienne[source insuffisante].

## Distinctions
- Grand Officier (8 décembre 1866) avec grand cordon (20 janvier 1898) de l'Ordre des Saints-Maurice-et-Lazare[1] ;
- Commandeur de l'Ordre de la Couronne d'Italie[1].